# CCL6
CCL, hemokine (C-C motiv) ligand 6, je mali citokin iz CC hemokin familije koji je bio identifikovan kod glodara. Kod miševa, CCL6 je izražen u ćelijama iz neutrofilnih i makrofagnih loza. On može biti jako indukovan u uslovima koji su povoljni za mijeloidnu ćelijsku diferencijaciju. On je izražen u visokim koncentracijama u kulturama koštane srži koje su bile stimulisane sa citokinom GM-CSF. Ekspresija u niskim nivoima se takođe javlja u pojedinim ćelijskim linijama mijeloidnog porekla (npr. nezrele mijeloidne ćelijiske linije DA3 i 32D cl3, i makrofagna ćelijska linija P388D). Međutim, u aktiviranim T ćelijskim linijama, CCL6 ekspresija je znatno umanjena. CCL6 može takođe biti indukovan u plućima miša citokinom interleukin 13. Kod miševa CCL6 je lociran na hromozomu 11. Smatra se da je receptor na ćelijskoj površini za CCL6 hemokinski receptor .